# رام چاران
رام چاران (به انگلیسی: Ram Charan) (زاده ۲۷ مارس ۱۹۸۵) بازیگر، تهیه‌کننده فیلم و کارآفرین هندی است که عمدتاً در سینمای تلوگو (تالیوود) کار می‌کند. یکی از پردرآمدترین بازیگران فیلم تلوگو محسوب می‌شود، او دریافت کننده سه جایزه فیلم‌فیر جنوب و دو جایزه ناندی است. از سال ۲۰۱۳، او در فهرست ۱۰۰ سلبریتی فوربز هند حضور داشته است.

## آثار بازیگری
- یوزپلنگ (۲۰۰۷)
- جنگجوی بزرگ (۲۰۰۹)
- پرتقال (۲۰۱۰)
- سر و صدا (۲۰۱۲)
- رهبر (۲۰۱۳)
- زنجیر (۲۰۱۳)
- او چه کسی است؟ (۲۰۱۴)
- گویند مرد مردم است (۲۰۱۴)
- بروس لی: مبارز (۲۰۱۵)
- درووا (۲۰۱۶)
- زندانی شماره ۱۵۰ (۲۰۱۷)
- تئاتر (فیلم ۲۰۱۸)
- وینایا ویدهیا راما (۲۰۱۹)
- آرآرآر (۲۰۲۲)
- آچاریا (۲۰۲۲)
- برادر کسی عشق کسی  (۲۰۲۳)